# Bahnhof Lissabon Alcântara-Terra

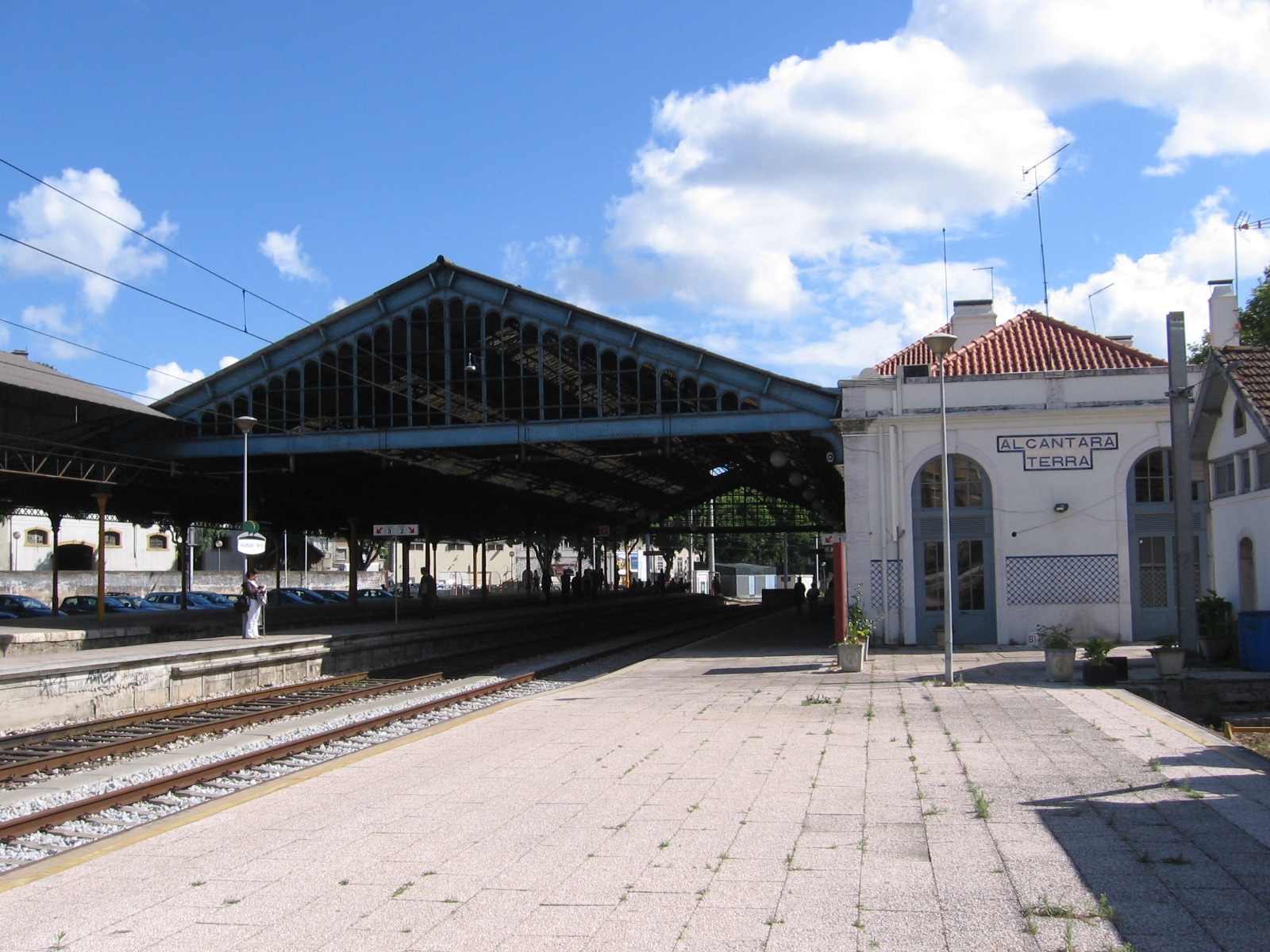
Bahnhof von Lissabon Alcântara-Terra

Alcântara-Terra ist ein Bahnhof an der Linha de Cintura in der Freguesia Alcântara der portugiesischen Hauptstadt Lissabon. Er stellt den Endpunkt des Eisenbahngürtels um Lissabon dar, gleichzeitig enden dort die Züge der Vorortbahnlinie Linha da Azambuja der portugiesischen Staatsbahntochter CP Urbanos de Lisboa. Fahrgäste, die zum ein Kilometer entfernten Bahnhof Lissabon Alcântara-Mar der Linha de Cascais umsteigen wollen, konnten bis Herbst 2008 eine lange Fußgängerbrücke benutzen, die inzwischen jedoch abgerissen wurde. Die Umgestaltung des Eisenbahnknotens Alcântara wird derzeit nicht weiter verfolgt.

## Geschichte
Der Bahnhof wurde am 2. April 1877 von der königlichen portugiesischen Eisenbahn als Teil der Linha de Sintra nach Sintra und Cacém eröffnet. So endeten die Züge aus dem noblen Vorort zunächst weitab vom Lissabonner Zentrum, sodass zunächst die Lissabonner Straßenbahn benutzt werden musste. Mit der Eröffnung der Linha de Cintura nach Santa Apolónia verlor der Bahnhof an Bedeutung, Santa Apolónia war dem Zentrum der Stadt um den Rossio und den Praça do Comércio wesentlich näher als Alcântara.
1891 erfolgte die Eröffnung des Rossio-Tunnels, sodass die Züge aus Sintra nun direkt am Rossio halten konnten. Gleichzeitig eröffnete die Staatsbahn auch mehrere kleine Betriebsstrecken, unter anderem ein nicht elektrifiziertes Gleis zwischen dem Bahnhof Alcântara-Terra und der 1889/90 eröffneten Linha de Cascais am Bahnhof Alcântara-Mar. Bis zur Fertigstellung des Kopfbahnhofes Cais do Sodré 1895 endeten daher die Züge aus Cascais und Estoril in Alcântara. Die schmale Betriebsstrecke stellt bis heute die einzige Verbindung der Cascais-Linie zum restlichen Netz dar.
Durch die Eröffnung der Bahnhöfe Rossio und Santa Apolónia verlor Alcântara-Terra massiv an Bedeutung, der Fahrgastverkehr wurde alsbald eingestellt, lediglich ein spärlicher Güterverkehr blieb erhalten. Während der Großteil des Lissabonner Vorortnetzes 1957 von der Caminhos-de-ferro Portugueses elektrifiziert wurde, geschah dies für den Abschnitt Campolide–Alcântara-Terra erst am 2. April 1987. Seit 1992 ist der Bahnhof wieder eröffnet und ist nun Endpunkt eines Zuglaufes der Linha da Azambuja aus Castanheira do Ribatejo.
Aufgrund der sehr unbefriedigenden Umsteigesituation zwischen der Linha de Cintura am Bahnhof Alcântara-Terra und Alcântara-Mar plante die Stadtverwaltung von Lissabon, die REFER sowie die portugiesische Regierung unter dem Namen Nova Alcântara (Neues Alcântara) einen kompletten Neubau der beiden Bahnhöfe beziehungsweise eine Zusammenlegung sowie einen Ausbau der Schienenverbindungen. Die Züge der Linha de Cascais, der Linha de Cintura sowie auch der geplanten U-Bahn (Verlängerung der Linha Amarela von Rato her) sollten in einem unterirdischen Bahnhof nahe dem Tejo halten. Außerdem sollte direkte Züge zwischen der Linha de Cintura und der Linha de Cascais möglich sein.
Auch das Güterterminal im Hafen von Alcântara sollte erweitert und die Schienenverbindung für dieses ausgebaut werden. Das Gesamtvolumen des Projektes wurde mit 407 Millionen Euro angegeben. Geplant war eine Fertigstellung im Jahr 2013.